# Вебер, Дик
Дик Вебер (англ. Richard Anthony «Dick» Weber; 1929—2005) — американский профессиональный игрок в боулинг (боулер); один из основателей Профессиональной ассоциации боулеров (англ. Professional Bowlers Association).

## Биография
Родился 23 декабря 1929 года в Индианаполисе, Индиана, США.
Стал заниматься боулингом в начале 1950-х годов, работая в качестве почтальона в родном городе. Затем в 1955 году Вебер переехал в город Флориссант, Миссури, чтобы вступить в боулинг-команду Budweisers (популярный американский пивной бренд). В числе других членов его команды были — Ray Bluth, Don Carter, Tom Hennessey и Pat Patterson.
В 1958 году Вебер стал сооснователем Профессиональной ассоциации боулеров (PBA). Свой первый титул PBA он завоевал в 1959 году. Затем он выиграл три титула из следующих четырёх сезонов и десять титулов из первых 23-х PBA-турниров. Всего за свою карьеру боулера он выиграл 30 титулов PBA Tour, добившись и многих других выдающихся достижений. Хотя в боулинге фигурируют небольшие призовые деньги, Дику Веберу удалось заработать за свою карьеру более 930.000 долларов. А в свой первый сезон в PBA он заработал 7672 доллара.
Вебер был известен как популяризатор боулинга. Ему принадлежит необычная спортивная акция — Operation AstroBowl, когда соревнования по боулингу состоялись на борту грузового самолёта Boeing 707 компании American Airlines (7 января 1964 года) во время перелёта из Нью-Йорка в Вашингтон. Несколько раз Вебер участвовал в телевизионной передаче «Позднее шоу с Дэвидом Леттерманом», где он показывал экстравагантные приёмы боулинга.
Умер 14 февраля 2005 года от дыхательной недостаточности в городе Флориссант, Миссури; был кремирован, место нахождения праха неизвестно. У него остались жена Хуанита, одна дочь и трое сыновей, в числе которых Дик Вебер-младший и Пит Вебер, тоже боулер.

## Заслуги
- Дик Вебер в 1999 году был введен в Сент-Луисскую «Аллею славы»[6].
- Вебер был членом Зала славы United States Bowling Congress и Зала славы PBA.
- В 2008 году PBA поставила его на третье место в списке «50 величайших Игроков за последние 50 лет» (только выдающиеся Эрл Энтони[англ.] и Вальтер Рей Вильямс-младший[англ.] занимают более высокие места).